# 9667 Amastrinc
9667 Amastrinc este un asteroid din centura principală, descoperit pe 29 aprilie 1997, de Spacewatch.